# آن هايد
آن هايد (بالإنجليزية: Anne Hyde)‏ وُلدت آن هايد ( 12مارس عام 1637 –وتُوفيت في 31 من مارس عام 1671. كما أنها مُنحت لقب دوقة يورك وألباني كزوجة أولى لملك إنجلترا المستقبلي جيمس الثاني .كانت آن في الأصل أنجليكانية. ولكنها إعتنقت الكاثوليكية عقب زواجها من جيمس عام 1660 بعد أن أصبحت حاملا منه، ولكن يقال أنه قد وعدها أن يتزوجها في العام السابق. حيث التقى الاثنان لأول مرة في هولندا حينما كانت تعيش آن في منزل ماري شقيقة جيميس.كما رزق جيمس وآن بثمانية أطفال، ولكن قُتل ستة في مرحلة الطفولة المبكرة واثنين من الذين عاشوا إلى مرحلة البلوغ إحداهما السيدة ماري، التي تبعت نهج والدها بعد عزله أثناء الثورة المجيدة عام 1688 والسيدة آن التي خلفت شقيقها في القانون وأصبحت أول ملكة لبريطانيا العظمى.

كما عرفت آن جيداً بزواجها من جيمس، الذي تسبب في الكثير من القيل والقال. بعد شهرين من الزواج أنجبت آن مولودها الأول الذي كان من الواضح أنه تم حمله خارج إطار الزواج. رفض بعض المراقبون قرار جيمس بالزواج من آن بالرغم من القرب من انتهاء حياتها. ولكن ليس الملك تشارلز الثاني شقيق جيمس الذي أراد للزواج أن يحدث.وثمة سبب آخر لعدم موافقة عامة الشعب وذلك بسبب إظهار جيمس مشاعره نحو آن مثل التقبيل والميل لبعضهم البعض، والذي كان يعتبر سلوك غير لائق من الرجل لزوجته خلال القرن السابع عشر.

كما عُرف جيمس بأنه زير نساء حيث كان لديه علاقات عديدة مع العشيقات. كانت آن تنتقده في بعض الأحيان حتي أنها ذات مره قامت بإرسال شكوي للملك الذي أرسل واحدة من عشيقات جيمس إلى الريف حيث ظلت هناك حتي وافاتها المنية. ومع ذلك أنجب جيمس العديد من الأطفال غير الشرعيين. بعد سنوات قامت آن وجيمس باعتناق الكاثوليكية التي كانت عاملاً مساهما في الثورة المجيدة. كان هذا بسبب تأثير آن. حيث تعرفت علي الكاثوليكية خلال زيارات إلى هولندا وفرنسا وجُذبت بشدة لها. كما أنها عانت في وقت مبكر من سرطان الثدي وتُوفيت بعد ولادة طفلها الأخير.

## السنوات الأولى (1637-1660)
تزوج إدوارد هايد زوجته الأولى آن أيلفي من جريتنام عام 1629 . بعد ستة أشهر من الزواج أُصيبت آن بالجدري، حيث أجهضت وماتت. وبعد ثلاث سنوات تزوج هايد فرانسيس أيليسبري. في عام 1637 وٌلدت آن الابنة الكبرى للزوجين في كرانبورن لودج وندسور. كما أنها سٌميت علي اسم زوجة إدوارد الأولي هايد، حيث تعرف عليها قبل عام 1649 عندما هربت عائلتها إلى هولندا بعد إعدام المخلوع الملك تشارلز الأول. واستقروا في بريدا، حيث قدمت لهم ماري أميرة رويال وأميرة أورانج منزلاً وكانتا قد فعلتا الشيء ذاته مع العديد من الهاربين الإنجليزين. عينت الأميرة آن خادمة الشرف، على ما يبدو ضد رغبات والدتها ووالدها الراحل.

أصبحت آن المحبوبه لدي الشعب حيث التقت الأخرين إما في لاهاي أو عند أميرة أورانج في تايلنجن. كانت آن جذابة جدا وأنيقة. حيث جذبت العديد من الرجال. أحد الرجال الأوائل الذي وقع في حبها كان سبنسر كومبتون وهو نجل إيرل من نورثامبتون. ومع ذلك وقعت آن في الحب من أول وهله مع هنري جيرمين، الذي بادلها نفس المشاعر. رفضت آن جيرمين بنفس السرعة عندما التقت جيمس ابن الملك المخلوع. في 24 نوفمبر عام 1659بعد سنتين أوثلاثة سنوات التقت آن بجيمس لأول مرة. حيث كان قد وعدها بالزواج منها. تشارلز شقيق جيمس أجبره على المضض في هذا قائلا أن شخصيتها القوية سيكون لها تأثير إيجابي على شخصية شقيقه ضعيف الإرادة.

## دوقة يورك (1660-1671)

### الزواج

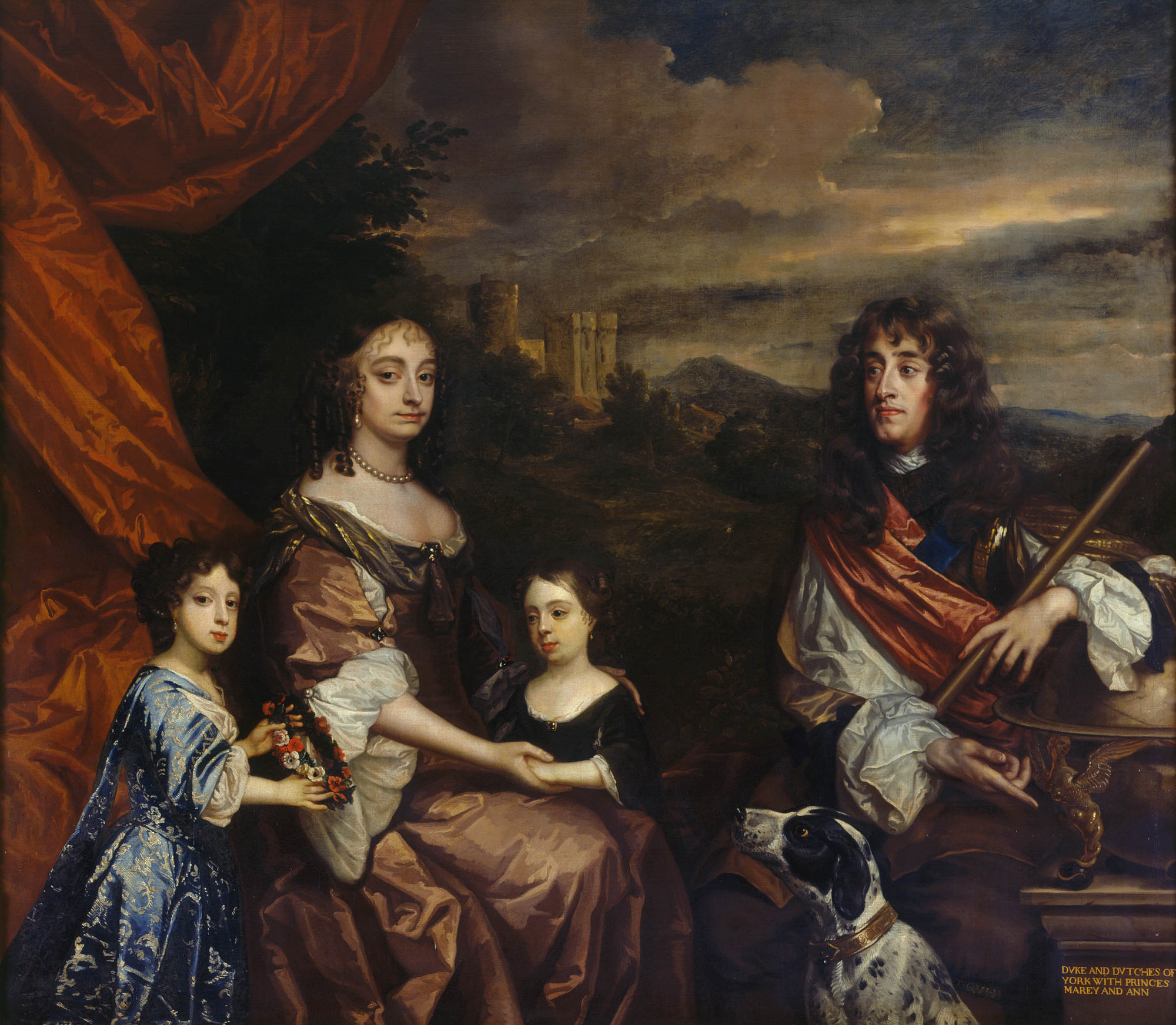
صورة آن و جيمس وابنتيهما، السيدة مريم والسيدة آن

بسبب ظهور بوادر حمل آن اضطر الزوجان للزواج. في 3 سبتمبر1660 بعد استعادة النظام الملكي. وجرت مراسم الزواج مابين 11 ليلاً و 2 صباحاً في منزل ورسستر- بيت أبيها في ستراند – حيث حضر اللاحتفال كلاً من الدكتور جوزيف كراوثر وجيمس قسيس. حيث وصف السفير الفرنسي آن بأنها تتمتع بالشجاعة والذكاء، والحيوية كما أنها تستحق أن تُنتسب إلي السلالة الملكية. وُلد تشارلز أول مولود للزوجين في أكتوبر من ذلك العام، ولكنه تُوفي بعد سبعة أشهر. في وقت لاحق ٌرزق الزوجان بسبعة أطفال ماري (1662–1694),جيمس (1663–1667), آن (1665–1714), تشارلز (1666–1667),إيدجر (1667–1671), هنريتا (1669-1669)، وكاثرين (1671-1671). جميع أبنائها الذكور واثنتين من بناتها ماتوا صغاراً.

حتى بعد زواجهما رفض بعض المراقبين قرار الأمير بغض النظر عما كانوا قد وعدوه مُسبقاً. حيث صرح صموئيل بيبس قائلاً عن الزواج بأن زواج دوق يورك مع هاث لم توافق عليه المملكة حيث كان الحصول علي موافقة المستشار صعب المنال . وبدونها لكان رجل عادي ولكن تم التعامل معها من قبل أشخاص آخرين. بعد وفاة آن حاول الديوان الملكي العثور على زوجة جديدة لجيمس ولكن بائت جميع المحاولات بالفشل. كما صور بيبيس جيمس أن يكون أباً مثاليا، ولكن الغريب أن آن وجيمس لم يتأثرا بوفاة ابنهما البكر. كما وصف بيبيس آن بأنها المرأة الأكثر غروراً في العالم والأكثرإنفاقاً. وحتى في ذهن صهر آن المستقبلي وليام الثالث وزواجه من ابنة عمه صوفي بالاتينات ظلت وصمة العار حتي ولادة هايدز.

### الحياة الأسرية

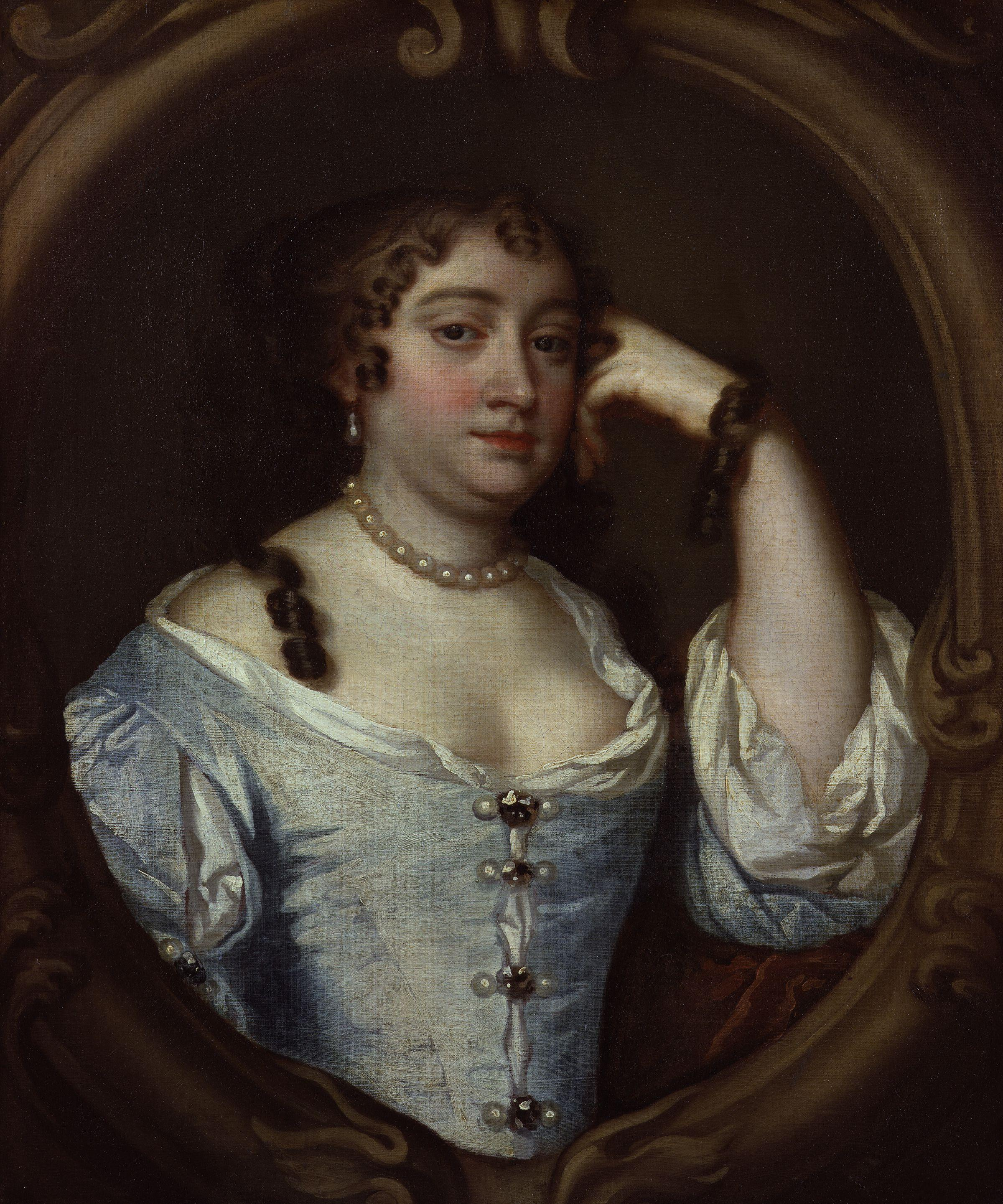
صورة آن قام برسمها ليلي عام 1670

شهدت آن مشاكل في حياتها الزوجية. وصرحت بأنها لم تُعجب بقرارات المحكمة. كان جيمس يقوم بمغازلة عشيقات شابة مثل أرابيلا تشرشل حيث أنجب العديد من الأطفال غير الشرعيين، من بينهم اثنان ولدوا خلال عمر آن. لم تكن آن غافلة عن هذا حيث كتب بيبيس أن آن كانت غيورة وانتقدت جيمس كما كتب أن آن وجيمس كانا مشهورين بعرض مشاعر حبهم علناً مثل التقبيل وميل كل منهما للآخر. كتب بيبيس أيضا أنه عندما وقع جيمس في الحب مع السيدة تشيسترفيلد، اشتكت آن للملك تشارلز وأصرت أن السيدة تشيسترفيلد لابد لها من الرجوع إلى الريف، حيث ظلت هناك حتي وفاتها.

أصبحت آن أقرب للكاثوليكية، التي تعرفت عليها هي وجيمس خلال فترة وجودهم في الخارج. إعتنقت آن الكاثوليكية بعد عودتها علي الفور. صرح جون كالو قائلاً بأن آن صنعت أثراً كبيراًعلى تفكيره. إعتنق جيمس الكاثوليكية أيضا ًبعد آن بثماني أو تسع سنوات لكنه لا زال يحضر الخدمات الإنجليكانية حتى 1676. فَضَّل جيمس أن يتواصل مع الأشخاص البروتستانين مثل جون تشرشل وزوجته التي أصبحت فيما بعد صديقة مُقربةً جداً من آن الصغرى ابنة السيده آن. في ذلك الوقت عارض الملك تشارلز الكاثوليكية وأصر بأن أطفال جيمس ينبغي عليهم الالتزام بالديانة الإنجليكانية، على الرغم من أنه إعتنق الكاثوليكية على فراش الموت. أعتنق بنات آن وجيمس الباقيات علي قيد الحياة الإنجلكانيه.

#### الموت وتراث
كانت آن مريضه لمدة 15 شهراً بعد ولادة ابنها الأصغر إدغار. وقد أنجبت هنريتا عام1669وكاثرين في 1671. لم تتعافي آن من ولادة كاثرين. كما أنها أصيبت بسرطان الثدي وتوفيت في 31 مارس 1671. على فراش الموت حاول شقيقاها هنري وورانس جلب كاهن الكنيسة الإنجليكانية للتواصل الرباني ولكنها رفضت وتلقت القربان من الكنيسة الكاثوليكية. بعد يومين من وفاتها تم دفن جسدها المحنط في قبو ماري ستيوارت في دير وستمنستر الصورة هنري السابع. وفي يونيو 1671 توفي نجل آن إدغارالوحيد الباقي علي قيد الحياه لأسباب طبيعية تليه كاترين في ديسمبر، كما أصبحت السيدة ماري وآن الوريثات لدوق يورك.

بعد وفاة آن هايد قام ويليم ويسنج برسم صورة لها بتكليف من ماري المستقبلبيه الثانية لتُعلق فوق باب غرفة الملكة. كما قام برسم حديقة البيت في قصر وندسور. بعد عامين من وفاة زوجة جيمس الأولى، تزوج بأميرة كاثوليكية ماري مودينا، التي أنجبت جيمس فرانسيس إدوارد ستيوارت الابن الوحيد والذي ظل علي قيد الحياه إلي أن وصل لسن البلوغ. أصبح جيمس ملك انكلترا، ايرلندا، واسكتلندا في 1685، ولكن خُلع أثناء الثورة المجيدة عام 1688. وبعد ذلك عُرض العرش بالبرلمان لإبنة آن الأكبر سناً ماري وزوجها وليام أورانج. وبعد وفاة ماري في 1694 ووليام في 1702، أصبحت آن هايد الابنة الصغري ملكة الممالك الثلاث في عام 1707 والملكة الأولى للمملكة المتحدة لبريطانيا العظمى.